# Chers Camarades !
Pour plus de détails, voir Fiche technique et Distribution.
Chers Camarades ! (en russe : Дорогие товарищи,  Dorogie tovarishchi) est un film russe réalisé par Andreï Kontchalovski, sorti en 2020.
Le film remporte le prix spécial du jury à la Mostra de Venise 2020, ainsi que quatre récompenses lors de la 33e cérémonie des Nika, dont celui du meilleur film.

## Synopsis
Il relate le massacre de Novotcherkassk de 1962 qui est la répression, cachée pendant 30 ans, d'une révolte d'ouvriers d'une usine de locomotives qui fait 26 tués et 87 blessés.
Le personnage central, Lioudmila Siomina  'Liouda', est une communiste intransigeante, nostalgique de l’époque de Staline, qui déplore la condamnation du culte de la personnalité, la libération et les amnisties de prisonniers du goulag qui ont suivi la mort du dictateur. 
Lors des réunions de cellules du parti et du soviet de la ville, Liouda se déclare en faveur d’une répression  rigoureuse de la grève des ouvriers de l’usine de locomotives révoltés par l’élévation des normes (d’où une baisse des salaires) et l’augmentation des prix des produits de première nécessité. 
Liouda vit avec son père, nostalgique de l’époque pré-soviétique, et sa fille Svetka, qui approuve la révolte.
Le film montre les queues de la population devant les boutiques d’alimentation mal approvisionnées et, par comparaison, les magasins réservés aux dirigeants communistes, la Nomenklatura, dont fait partie Liouda qui ne semble pas consciente de sa position privilégiée.
La manifestation est réprimée, vraisemblablement par des tirs des troupes spéciales du KGB, non par l’armée, le général Chapochnikov qui commande les tankistes s'y étant opposé, causant des morts et des blessés. Les instigateurs ou les simples  participants à la manifestation présumés être des meneurs sont condamnés à des peines d’emprisonnement.
La ville est bouclée, le couvre-feu instauré et les traces sanglantes de l’affrontement sont effacées. Les habitants doivent signer un engagement à garder le silence sur les événements sous peine de mort.
La fille de Liouda qui aurait pu participer à la manifestation disparaît.  Liouda part à sa recherche aidée par Viktor un agent du KGB  jusqu’ici impitoyable. Après avoir cru à son exécution suivie de son enterrement dans un endroit secret, Liouda retrouve Svetka cachée sur le toit de son immeuble de crainte d’être découverte et réprimée.

## Fiche technique
- Titre original : Дорогие товарищи, Dorogie tovarishchi
- Titre français : Chers Camarades ![1]
- Réalisation : Andreï Kontchalovski
- Scénario : Andreï Kontchalovski et Elena Kiseleva
- Décors : Yekaterina Kharnas
- Photographie : Andreï Naïdenov
- Montage : Karolina Maciejewska et Sergueï Taraskine
- Pays d'origine : Russie
- Format : Noir et blanc - 35 mm - 1,33:1
- Genre : drame, historique
- Dates de sortie :
  - Italie : 7 septembre 2020 (Mostra de Venise 2020)
  - Russie : 12 novembre 2020
  - France : 1er septembre 2021

## Distribution
- Ioulia Vyssotskaïa : Lioudmila 'Liouda' Siomina
- Sergueï Erlish : le père de Liouda
- Youlia Bourova : Svetka, la fille de Liouda
- Andreï Goussev : Viktor

## Sortie

### Accueil critique
En France, le site Allociné recense une moyenne des critiques presse de 3,7/5,.
« Que Kontchalovski revienne sur l’histoire russe depuis cette province nous dit aussi quelque chose de sa position d’artiste, censuré en 1966 par les autorités soviétiques puis revenu tourner en Russie après dix ans d’exil aux Etats-Unis. Ni du côté des vainqueurs, ni de celui des anciens tyrans, mais toujours au milieu du gué. »
Le film a été bien reçu par la critique à l'étranger mais plus sévèrement en Russie, où de nombreux critiques ont estimé que le réalisateur adoptait un point de vue exagérément sévère à l'égard du passé soviétique.

## Distinctions

### Récompenses
- Mostra de Venise 2020 : prix spécial du jury[6]
- 33e cérémonie des Nika : meilleur film, meilleur réalisateur, meilleure actrice pour Ioulia Vyssotskaïa et meilleur son

### Nominations
- 33e cérémonie des Nika : meilleur scénario, meilleure photographie, meilleur montage, meilleurs décors et meilleurs costumes

### Sélection
- Kinotavr 2020 : film d'ouverture